# Röda kristallen

Röda kristallen

Röda kristallen är en symbol som används av Internationella Rödakors- och rödahalvmånefederationen. Den vanligaste symbolen är det röda korset. Men denna symbol kan i bland annat muslimska länder ses som en kristen symbol. Muslimska länder använder därför oftast istället den röda halvmånen som motsvarande symbol. Denna ses dock som just muslimsk i främst länder som inte är muslimska.
1992 infördes en neutral symbol kallad röda kristallen. Denna ska vara både politiskt och religiöst neutral. Den har dock inte blivit alls lika känd som det röda korset och den röda halvmåen och har egentligen inte heller kommit att ersätta de andra symbolerna.
I Israel har denna symbol dock till viss del börjat användas av Magen David Adom som ett alternativ till den röda davidsstjärna som annars används i Israel.